# 吴仲墓群
吴仲墓群，位于中国青海省西宁市大堡子乡巴浪村，为第一批青海省文物保护单位，公布日期为1956年8月3日，类型为古墓葬。
吴仲墓群的历史年代为汉。